# Krŏng Paôy Pêt
Krŏng Paôy Pêt är ett distrikt i Kambodja.   Det ligger i provinsen Banteay Meanchey, i den västra delen av landet, 300 km nordväst om huvudstaden Phnom Penh.